# Żelazna kurtyna

Żelazna kurtyna w Europie

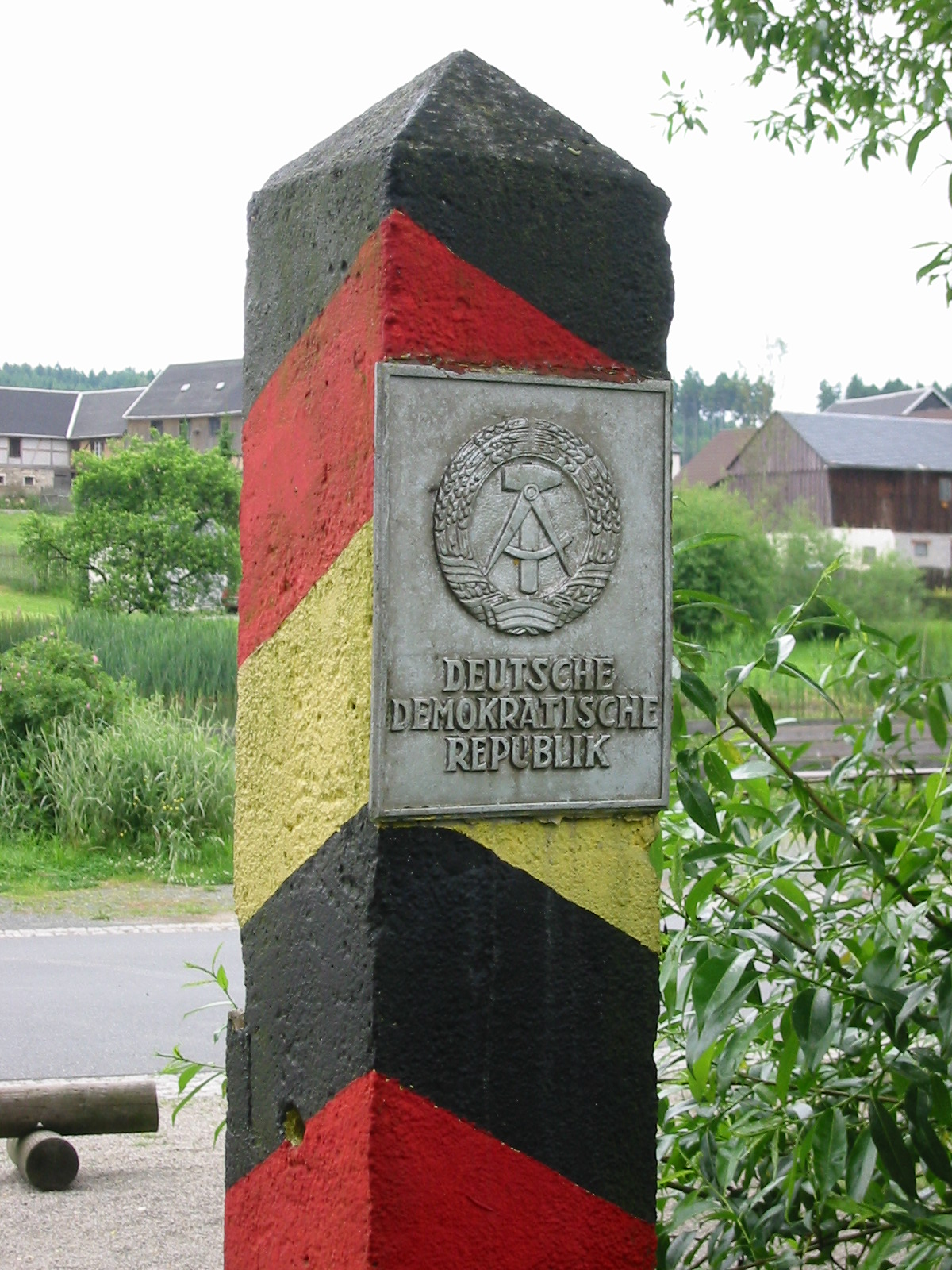
Granica dwóch państw niemieckich

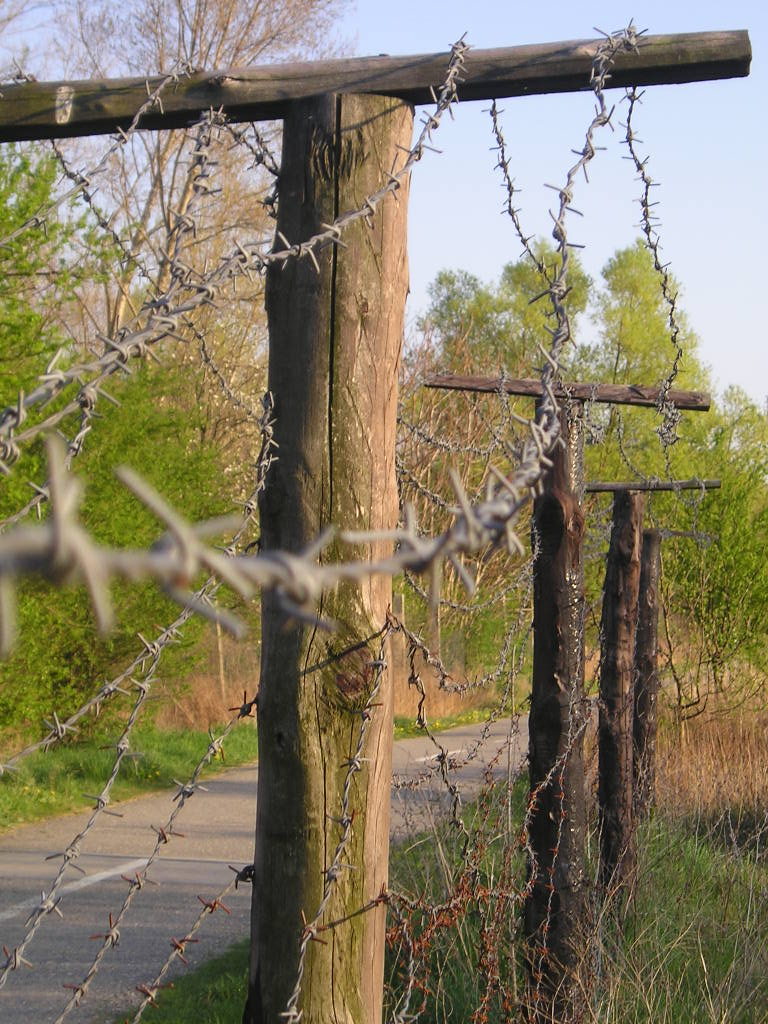
Zasieki przy granicy Czechosłowacji (Bratislava-Devínska Nová Ves)

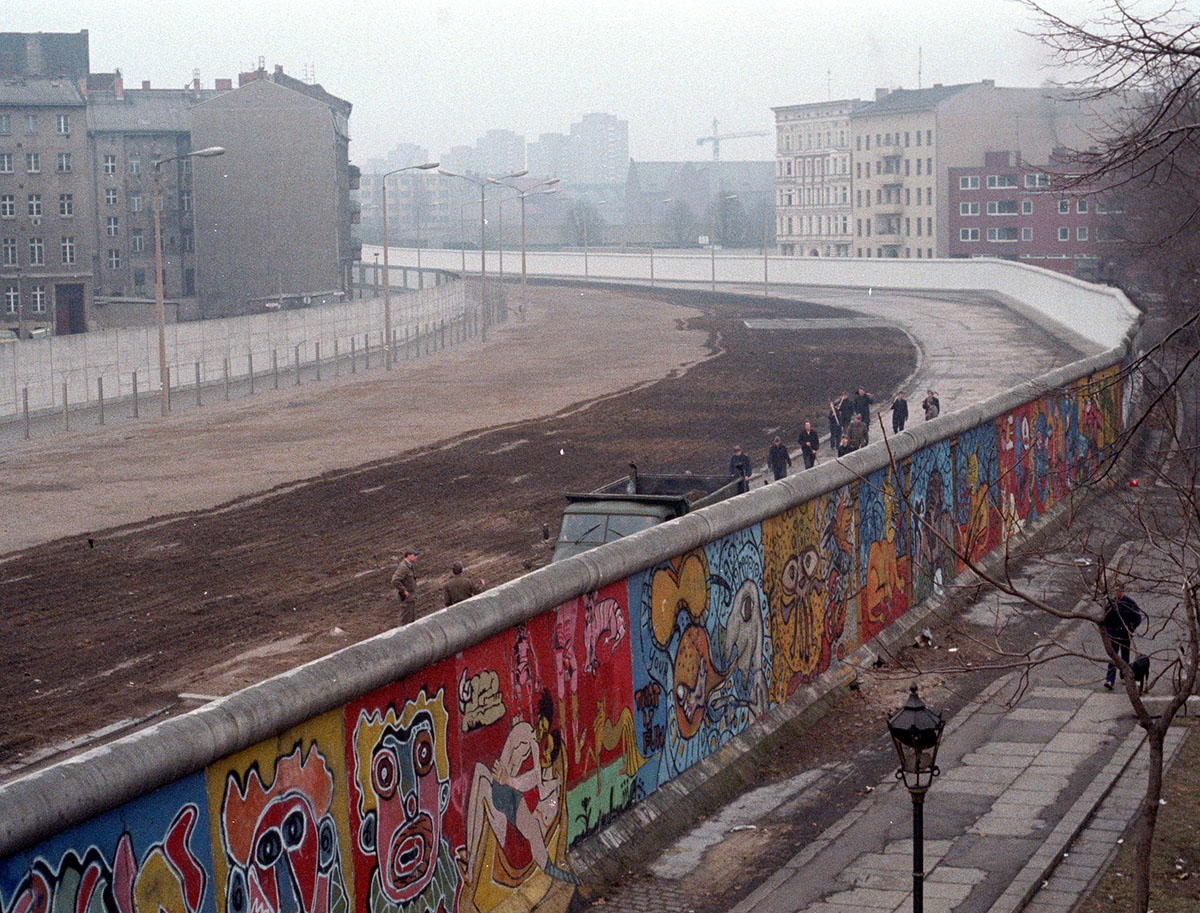
Mur Berliński, ujęcie z Berlina Zachodniego.

Żelazna kurtyna, ang. iron curtain – potoczna nazwa granicy (w okresie zimnej wojny) między Związkiem Radzieckim i podporządkowanymi mu państwami Europy Środkowej a Europą Zachodnią, której użył w lutym 1945 roku Joseph Goebbels w odniesieniu do terenów opanowanych przez ZSRR a powielił Winston Churchill 5 marca 1946 roku, podczas przemówienia w amerykańskim mieście Fulton.
Koncepcja utworzenia strefy buforowej między ZSRR a granicami Europy Zachodniej została poruszona w 1945 roku w czasie konferencji w Poczdamie. Józef Stalin zadeklarował, że uzna Niemcy Zachodnie za strefę wpływów państw zachodnich, jeśli Niemcy Wschodnie pozostaną w sferze wpływów ZSRR. Gdy prezydent Harry Truman zapytał go, czy ma w planach utworzyć linię dzielącą Europę od Bałtyku po Adriatyk, Józef Stalin odpowiedział twierdząco.
W odpowiedzi na przedstawione stanowisko, Churchill wygłosił w Fulton przemówienie w czasie którego padło zdanie o „żelaznej kurtynie”, przebiegającej od Szczecina po Triest.

Od Szczecina nad Bałtykiem do Triestu nad Morzem Adriatyckim zapadła żelazna kurtyna dzieląc nasz kontynent. Poza tą linią pozostały stolice tego, co dawniej było Europą Środkową i Wschodnią. Warszawa, Berlin, Praga, Wiedeń, Budapeszt, Belgrad, Bukareszt i Sofia, wszystkie te miasta i wszyscy ich mieszkańcy leżą w czymś, co trzeba nazwać strefą sowiecką, są one wszystkie poddane, w takiej czy innej formie, wpływowi sowieckiemu, ale także – w wysokiej i rosnącej mierze – kontroli ze strony Moskwy.

Na stanowisko Churchilla, zareagowało wychodzące w Związku Radzieckim czasopismo satyryczne Krokodił i przedstawiło jego karykaturę machającą dwoma flagami z napisami: Anglosasi powinni władać światem i Żelazna kurtyna w Europie.
Zdaniem Davida Robertsona Joseph Goebbels użył tego sformułowania już w latach 20. XX wieku, określając tym mianem obszar wpływów ZSRR, natomiast jego wypowiedź dotycząca tego tematu została zamieszczona w artykule „Rok 2000" w tygodniku „Das Reich” z 25 lutego 1945:

Jeśli naród niemiecki złoży broń, wówczas Sowieci, zgodnie z porozumieniem zawartym między Rooseveltem, Churchillem i Stalinem, zajmą całą wschodnią i południowo-wschodnią Europę, w tym większą część Rzeszy. Nad tym terytorium zajętym przez Związek Radziecki zapadnie żelazna kurtyna, poza którą nastąpi rzeź narodów.

Termin „żelazna kurtyna” zdobył dużą popularność, ponieważ trafnie przedstawiał sytuację w Europie: kontynent został podzielony; bariera izolująca państwa komunistyczne przed kontaktem i wpływem reszty świata była niezwykle trudna do pokonania.
Taki stan trwał do 1989 roku, kiedy podczas Jesieni Ludów, zainicjowanej latem tego roku przemianami w Polsce, państwa dotąd zależne od ZSRR odzyskały suwerenność, czego formalnym wyrazem było rozwiązanie RWPG oraz Układu Warszawskiego. Rozpoczęła się ustrojowa i gospodarcza transformacja państw Europy Środkowo-Wschodniej. W roku 1991 po nieudanym puczu Janajewa i deklaracji niepodległości Ukrainy,  w konsekwencji układu białowieskiego zawartego pomiędzy prezydentami: Rosji – Borysem Jelcynem, Ukrainy – Łeonidem Krawczukiem i Białorusi – Stanisławem Szuszkiewiczem, ZSRR przestał istnieć.